# 闻喜煮饼
闻喜煮饼是中国山西省的面食的一种，属于糕点类，位列山西八大名点之一。
闻喜煮饼外面看上去是一个芝麻团，形状滚圆。掰开后，可以看见栗色的外皮层和内部绛白两色分明的饼馅，可以拉出几厘米长的细丝。闻喜煮饼口感酥沙，甜而不腻，越嚼越香。保存期长达几个月。文字虽然是＂煮＂，但是实际上制作工程是＂煠＂，因为当地晋南方言把＂煠Zha＂字，发音似＂煮zhu＂。
制法：
1.煮饼瓤：先将1100克面粉上笼蒸熟，晾干，搓碎，再掺入饴糖500克、蜂蜜100克、香油175克、红糖220克、少许清水、苏打粉及剩余的生面粉300克，将上述原料搓揉成面团(软硬如蒸馍面团)。
2.油煮：锅上火加入香油约1000克，油热后手揪面剂，揉成鸽蛋大的圆球，放铁丝笊篱内在水里蘸一下(可防止煮饼脱皮裂缝)，沥干水分，投入油锅中，中火炸约3分钟左右，待其外皮呈枣红色时捞出。
3.滚汁：另起瓢上火放入蜂蜜450克、白糖300克、饴糖600克熬制10分钟，待能拉起长丝则蜜汁熬成。将炸好的煮饼放入蜜汁内浸约2分钟(为使蜜汁渗入煮饼内)，然后捞出放入熟芝麻仁中翻滚，待芝麻仁粘匀后，煮饼即做好
闻喜煮饼的起源无从考究，不过在清朝嘉庆年间已经随着晋商的足迹远销全国各地了。鲁迅在小说《孤独者》中有 “我提着两包闻喜产的煮饼去看友人”的字句。